# Skallra

Skallra, även skramla, är ett musikinstrument som består av en ihålig behållare innehållande ett eller flera objekt som vid rörelse frambringar ett skramlande ljud.
En skramla (ihålig eller ej) kan även användas för jakt eller inom djurskötsel. En variant är harskramla.